# Яхнина, Юлиана Яковлевна
Юлиана Яковлевна Яхнина (6 марта 1928, Москва — 4 августа 2004, там же) — советская и российская переводчица, литературовед.

## Биография
Отец — юрист Яков Вениаминович Яхнин (1894—1954), мать — детская писательница и переводчица Евгения Иосифовна Яхнина (в девичестве Цедербаум, 1892—1979). Племянница Юлия Мартова.
Окончила МГУ им. М. В. Ломоносова (1950). Член Союза писателей СССР (1968).
Переводила с французского, шведского, норвежского и датского языков. Основные переводческие работы — «Мемуары» кардинала де Реца, проза и публицистика Андре Моруа, Жана-Поля Сартра («Слова», «Тошнота»), Маргерит Юрсенар, Франсуазы Саган («Здравствуй, грусть!»), Мишеля Бютора, Филиппа Соллерса, Мишеля Турнье, Патрика Модиано, Ханса Кристиана Андерсена, Кнута Гамсуна, Юхана Боргена, Августа Стриндберга, Германа Банга, Карен Бликсен, Сигрид Унсет, Эйвинда Юнсона, Ханса Кристиана Браннера, Пера Улова Энквиста и другие.
Вела переводческий семинар, много работала с молодыми переводчиками.
Урна с прахом захоронена в колумбарии Новодевичьего кладбища (секция 108).

## Сочинения

### Переводы
- Сигсгорд И. Палле один на свете. М., 1957. В соавторстве с В. Островским.
- Сартр Ж.-П. Слова. М., 1966.
- Перрюшо А. Жизнь Ван Гога. М., 1973. В соавторстве с С. Тархановой.
- Кюртис Ж.-Л. Мыслящий тростник. М., 1975. В соавторстве с Ю. Лунгиной.
- Мерль Р. Мальвиль. М., 1977. В соавторстве с Г. Сафроновой.
- Перрюшо А. Поль Гоген. М., 1979.
- Перрюшо А. Жизнь Ренуара. М., 1979. В соавторстве с С. Тархановой.
- Муберг В. Твой срок на земле. М., 1981.
- Леклезио Ж.-М.-Г. Пустыня. М., 1984.

## Признание
Лауреат премии журнала «Иностранная литература» (1989) за перевод романа Ж.-П. Сартра «Тошнота», премии Мориса Ваксмахера (1997) за перевод «Мемуаров» кардинала де Реца, премии Шведской Академии за вклад в перевод произведений шведской литературы. Командор ордена Полярной звезды (2002).